# Salsola gemmata
Salsola gemmata är en amarantväxtart som beskrevs av Viktor Petrovitj Botjantsev. Salsola gemmata ingår i släktet sodaörter, och familjen amarantväxter. Inga underarter finns listade i Catalogue of Life.